# Tomislav Nikolić
Tomislav Nikolić (v cirilici Томислав Николић), srbski politik; * 15. februar 1952, Bajčetina, Kragujevac.
Nikolić je bil med letoma 2012 in 2017 predsednik Srbije. Je nekdanji član skrajno desne Srbske radikalne stranke (SRS), iz katere je leta 2008 izstopil in ustanovil Srbsko napredno stranko (SNS), ki jo je vodil do leta 2012.
Nikolić, rojen v Bajčetini, vasi blizu Kragujevca, je bil dolgoletni poslanec Srbske radikalne stranke. Med letoma 1998 in 1999 je bil podpredsednik srbske vlade in od leta 1999 do 2000 podpredsednik vlade SR Jugoslavije. Nikolić je bil od leta 2003 podpredsednik SRS, leta 2007 pa je bil nekaj dni predsednik srbske Narodne skupščine. Leta 2008 je odstopil zaradi nestrinjanja z vodjo stranke Vojislavom Šešljem glede odnosa Srbije z Evropsko unijo, saj je Nikolić zagovarjal vstop Srbije v EU, čemur sta Šešelj in njegova frakcija odločno nasprotovala. Nikolić je ustanovil Srbsko napredno stranko, v katero je vstopilo več članov SRS.
Nikolić je na volitvah leta 2000 kandidiral za predsednika Jugoslavije in zasedel tretje mesto med kandidato. Štirikrat je kandidiral tudi za predsednika Srbije (na volitvah 2003, 2004, 2008 in 2012). Leta 2003 je zbral največ glasov, a so bile volitve zaradi nizke udeležbe razveljavljene, leta 2004 in 2008 pa je bil uvrščen na drugo mesto za Borisom Tadićem. Leta 2012 je Tadića na volitvah premagal in postal predsednik Srbije. Na položaju je ostal do leta 2017, ko ga je nasledil strankarski kolega Aleksandar Vučić.

## Zgodnje življenje
Tomislav Nikolić se je rodil v Kragujevcu. Njegov oče Radomir je bil delavec, mati Živadinka (rojena Đoković) pa gospodinja. V mladosti je treniral atletiko. Srednjo tehnično šolo je končal v Kragujevcu. Njegova prva zaposlitev je bila kot nadzornik pokopališča. Leta 1971 se je zaposlil v gradbenem podjetju "Žegrap", leta 1978 pa se je zaposlil v podjetju "22. december" v Kragujevcu kot vodja službe za naložbe in vzdrževanje. Bil je tudi tehnični direktor Komunalnega podjetja Kragujevac. Z ženo Dragico (roj. Ninković) imata dva sinova.

## Politična kariera
Nikolić je politično kariero začel kot podpredsednik Ljudske radikalne stranke. Na njegovo pobudo se je del Ljudske radikalne stranke združil s Srbsko narodno obnovo Vojislava Šešlja v Srbsko radikalno stranko. Šešelj je bil izvoljen za predsednika nove stranke, Nikolić pa za podpredsednika. Stranko so nekateri opisovali kot četniško in da je usmerjena v neofašizem ter si prizadeva za ozemeljsko širitev Srbije. Četniki so bili gibanje iz druge svetovne vojne v Jugoslaviji, ki ga je vodil Draža Mihailović, ki je bil obtožen sodelovanja z okupatorji in vojnih zločinov. Leta 1993, med vojno v Bosni, je Šešelj Nikolića na slovesnosti na gori Romaniji razglasil za četniškega vojvodo.
Kot član radikalne stranke je Nikolić je zasedal več pomembnih funkcij, med drugim je bil poslanec v Narodni skupščini Srbije in podpredsednik stranke. V vladi Zvezne republike Jugoslavije je bil kratek čas podpredsednik vlade (1999–2000).
Po padcu Slobodana Miloševića leta 2000 je Nikolić ostal eden ključnih opozicijskih politikov. Večkrat je kandidiral na predsedniških volitvah leta 2003, 2004 in 2008, a ni bil izvoljen. Leta 2008 je zaradi nesoglasij s Šešljem zapustil Srbsko radikalno stranko. 24. septembra 2008 je napovedal, da se bo njegova nova stranka imenovala Srbska napredna stranka in da bo prva konvencija 21. oktobra. Ustanovni kongres nove stranke je bil 21. oktobra 2008. Ta je sprejela bolj proevropsko usmeritev, čeprav je ohranila močan nacionalistični diskurz.
Kot vodja SNS je Nikolić vodil stranko k postopnemu prevzemu oblasti v Srbiji. Leta 2012 je kandidiral na predsedniških volitvah proti dotedanjemu predsedniku Borisu Tadiću (Demokratska stranka). V drugem krogu je presenetljivo zmagal in 31. maja 2012 postal predsednik Srbije. S tem je zaključil dolgo obdobje v opoziciji in pripomogel k utrditvi moči SNS, ki je v naslednjih letih postala vodilna politična sila v državi.

## Predsednik Srbije (2012–2017)
Nikolić je bil na položaj predsednika Srbije imenovan 31. maja 2012. Na inavguraciji je bil prisoten Štefan Füle, evropski komisar za sosedstvo in širitev, pa tudi številni veleposlaniki iz drugih držav. Voditelji Hrvaške, Bosne in Hercegovine, Slovenije in Makedonije so zaradi Nikolićevega zanikanja genocida v Srebrenici in trditev o Vukovarju slovesnost bojkotirali. Nikolićevi svetovalci so bili Marko Đurić, Stanislava Pak, Oliver Antić, Milorad Simić, Radoslav Pavlović, Predrag Mikić in Jasmina Mitrović Marić.
2. junija 2012 je Nikolić na črnogorski televiziji izjavil, da "v Srebrenici ni bilo genocida. V Srebrenici so hude vojne zločine zagrešili nekateri Srbi, ki bi jih bilo treba najti, preganjati in kaznovati. [...] Zelo težko je nekoga obtožiti in pred sodiščem dokazati, da je dogodek kvalificiran za genocid." Nikolić je izjavil, da se ne bo udeležil vsakoletne komemoracije pokola v Srebrenici: "Ne sprašujte vedno srbskega predsednika, ali gre v Srebrenico, moj predhodnik je bil tam in se je poklonil. Zakaj bi moral vsak predsednik storiti enako?" Njegov predhodnik Tadić je že pred tem pokol priznal kot genocid.
Bakir Izetbegović, član predsedstva Bosne in Hercegovine, je dejal, da so Nikolićevi komentarji žalili preživele. Pojasnil je, da "zanikanje genocida v Srebrenici ne bo utrlo poti za sodelovanje in spravo v regiji, ampak nasprotno, lahko povzroči nove nesporazume in napetosti".  Catherine Ashton, visoka predstavnica Unije za zunanje zadeve in varnostno politiko, je obsodila njegove komentarje in izjavila, da "EU odločno zavrača vsako namero po ponovnem pisanju zgodovine."  Ministrstvo za zunanje zadeve ZDA je obžalovalo Nikolićeve besede in jih ocenilo kot neutemeljene in kontraproduktivne.
Nikolić se je 25. aprila 2013 opravičil za zločine, ki jih je zagrešil kateri koli posameznik v imenu Srbije, še posebej za zločine, storjene v Srebrenici. Opravičila niso dobro sprejeli nekateri mediji in politiki v BiH, ki so bili razočarani, ker Nikolić pokola ni priznal kot genocid.
Nikolić je kot predsednik ob dnevu državnosti odlikoval številne domače in tuje posameznike in ustanove. Leta 2016 je odlikoval Omarja al Baširja, predsednika Sudana, ker ta država ni hotela priznati neodvisnosti Kosova. Koalicija za mednarodno kazensko sodišče s sedežem v New Yorku je pozvala Nikolića, naj prekliče medaljo, ki jo je podelil sudanskemu predsedniku, ker Baširja išče Mednarodno kazensko sodišče (ICC) in je osumljen petih točk obtožb zločinov proti človeštvu, dveh obtožnic vojnih zločinov in treh obtožnic genocida, domnevno zagrešenega v Darfurju.
Februarja 2017 je Nikolić napovedal, da se za drugi predsedniški mandat ne bo potegoval in podprl Aleksandra Vučića.

## Polemike

### Velika Srbija
V devetdesetih letih prejšnjega stoletja in vse do leta 2008 je Nikolić večkrat pozival k oblikovanju Velike Srbije. Za Večernje novosti je leta 2004 izjavil, da velikosrbske meje na črti Virovitica–Karlovac–Karlobag niso del nobene imperialistične politike, ampak bodo zanj in druge radikalne voditelje vedno ostale »sanje«. Dejal je tudi, da s Hrvaško ne bo imel diplomatskih odnosov, ker "okupirajo srbsko zemljo". Leta 2007 je izjavil, da je temelj političnega delovanja Srbske radikalne stranke združitev Republike Srbske, Črne gore in Republike Srbske Krajine s Srbijo v enotno balkansko državo. Toda nekaj dni pred volitvami leta 2012 je Nikolić v intervjuju za Frankfurter Allgemeine Zeitung dejal, da ozemeljske celovitosti sosednjih držav ni mogoče dvomiti in da njegova nekdanja mnenja ne veljajo več. Ko so ga vprašali o tej spremembi stališča, je citiral francoskega filozofa, ki je rekel, da "Samo norec ne spremeni svojega mnenja."
Leta 2018 je Nikolić izjavil, da podpira neodvisnost Republike srbske in združitev s Srbijo.

### izobraževanje
Nikolića so leta 2012 obtožili, da si je kupil magisterij novosadske Fakultete za management, ne da bi bil prisoten pri enem samem predavanju ali izpitu. Obtožba je temeljila na dejstvu, da njegova diploma ni imela žiga in da se noben drug študent ne spominja, da bi ga videl med študijem.

### Komentarji o zaščiti "srbskih genov"
Nikolić je 25. januarja 2016 položil temeljni kamen za "Center odličnosti" Univerze v Kragujevcu, njegovem rojstnem mestu; ustanova naj bi vključevala enoto za raziskovanje izvornih celic. Nikolić je dejal, da bo Banka matičnih celic "Ohranila tisto, kar je najpomembnejše in najlepše značilnosti srbskega naroda" in še: "Otroci bi se morali rojevati tukaj, s srbskim genskim materialom, s srbskim kodom, srbsko preteklostjo in srbsko prihodnostjo. To me je vodilo, da to podpiram". Srbski varuh človekovih pravic Saša Janković se je na to na Twitterju odzval z obžalovanjem in dodal, da prvi člen ustave pravi, da je "Republika Srbija država srbskega naroda in vseh državljanov, ki v njej živijo". Odzvala se je tudi Liga socialdemokratov Vojvodine (LSV), ki je zapisala, da je predsednik podal "nacistično izjavo", ki "krši ustavo", in ga pozvala k odstopu.

### Komentarji o ginekologiji in ženskah
Septembra 2016 je Nikolić na slovesnosti odprtja simpozija Združenja ginekologov in porodničarjev Srbije, Črne gore in Republike Srbske dejal: "Ginekologija je znanje o ženskah, če bi si kdo upal reči, da to znanje ima". Poslanka Lige socialdemokratov Vojvodine (LSV) Maja Sedlarević je dejala, da je Nikolić užalil ženske, poleg tega pa je ignorant, neizobražen in površen.